# 贺营镇
贺营镇，是中华人民共和国河北省邢台市威县下辖的一个乡镇级行政单位。
2013年，河北省民政厅批复同意撤销贺营乡，设立贺营镇，镇人民政府驻贺营村106国道37号。

## 行政区划
贺营镇下辖以下地区：
贺营村、曹王营村、曹西庄村、红龙集村、袁家庄村、范家营村、许官营村、陶庄村、项家营村、赵庄村、陈庄村、小营村、东沙营村、西沙营村、仁里集村、北台吉村、魏村、潘村、祁王庄村、沙西村、东徐村、西徐村、后高庄村、前高庄村、大宁村、西草厂村、胡庄村、姜七里村、赵七里村、范七里村、东中营村和西中营村。